# Norstrilia
Norstrilia è un romanzo di fantascienza di Cordwainer Smith del 1965. Il romanzo fu pubblicato suddiviso in due parti: L'uomo che comprò la Terra (The Planet Buyer, 1964) e L'uomo che regalò la Terra (The Underpeople, 1968). La prima parte fu candidata al Premio Hugo per il miglior romanzo, e solo nel 1965 l'autore lo rielaborò per la pubblicazione in volume singolo.
Il romanzo è stato pubblicato in italiano in due parti nel 1971 e in volume unico nel 1976.

## Ambientazione
Norstilia prende il nome dal pianeta su cui è ambientato inizialmente il romanzo, la Vecchia Australia del Nord (dall'inglese Old North Australia, contratto in Norstrilia). Il pianeta è abitato da allevatori di pecore giganti la cui lana produce lo stroon (droga di Santaclara), sostanza in grado di prolungare la vita di migliaia di anni. Con la vendita di questa droga gli abitanti di Norstrilia diventano ricchissimi, ma decidono di autotassarsi pesantemente per mantenere la propria cultura. Come popolo quasi immortale, i norstriliani mantengono la popolazione ad un livello accettabile uccidendo sistematicamente i propri figli con la droga "della felicità".
La storia ha inizio quando il protagonista del romanzo, Roderick Frederick Ronald Arnold William MacArthur McBan (Rod), scampa alla morte programmata a cui credeva di essere destinato per via del suo handicap: il povero Rod non riesce a piarlare e sentare (ovvero comunicare telepaticamente) come tutti i suoi concittadini. Ma un colpo di fortuna sembra salvarlo da morte certa e subito dopo il ragazzo si trova invischiato in un affare più grande di lui.

## Trama
Rod è il legittimo successore della famiglia McBan e per questo acquisisce il controllo della Fattoria del Fato, in cui come tutti i Norstriliani alleva le pecore giganti produttrici di Stroon, la droga dell'immortalità. Rod però ha problemi a gestire il potere telepatico che i suoi concittadini utilizzano per parlarsi e per questo è quasi certo che verrà giudicato negativamente al prossimo esame e dovrà quindi accettare la morte rituale. Fortunatamente però all'esame viene salvato da Lord Redlady, un misterioso personaggio mandato dall'Intercessione che pare avere lo stesso problema di Rod.
Una volta tornato a casa, il giovane Rod scopre che un suo vecchio compagno di studi è diventato SEGR.ON e che per uno strano scherzo del destino, venuto a sapere della sua salvezza, decide di fargliela pagare, al punto che gli invia addirittura animali assassini come grossi uccelli impazziti. Per sfuggire a questa persecuzione, Rod decide di rivolgersi al suo fido computer il quale lo convince a compiere una serie di operazioni di alta finanza con cui infine riesce ad acquistare la Terra. Purtroppo per Rod acquistare la Terra non fa che aggravare la sua condizione di uomo più ricco dell'universo e per la sua sicurezza viene messo in viaggio verso il pianeta da lui acquisito in cui si imbarcherà in un'avventura incredibile tra robot, cospirazioni, animali antropomorfi e sottoumani.

## Edizioni
- Cordwainer Smith, Norstrilia, collana Urania Collezione n° 86, Arnoldo Mondadori Editore, 2010.